# أنخيل رودريغيز كونتريرز
أنخيل رودريغيز كونتريرز (بالإسبانية: Ángel Rodríguez Contreras)‏ هو لاعب كرة قدم مكسيكي، ولد في 21 فبراير 1985.